# 이토 스구루
이토 스구루(일본어: 伊藤 卓, 1975년 9월 7일 ~ )는 일본의 전 축구 선수이다.

## 구단 경력
1996년 J1리그의 나고야 그램퍼스 에이트에 입단했다. 1999년까지 17경기에 출전하여, 2득점을 넣었다. 1999년 7월 교토 퍼플 상가로 이적했다. 2000년부터 2001년까지 J2리그의 베갈타 센다이와 쇼난 벨마레에서 뛰었다. 2001년후 현역 은퇴.

## 국가대표팀 경력
그는 1995년 FIFA 세계 청소년 축구 선수권 대회에 참가할 일본 U-20 국가대표팀에 발탁되었으며, 3경기에 출전했다.